# Classement mondial UCI 2021
Navigation
Édition précédente Édition suivante
Le Classement mondial UCI 2021 est la sixième édition du Classement mondial UCI. Ce classement est utilisé par l'Union cycliste internationale depuis le 10 janvier 2016, pour classer les coureurs cyclistes sur route masculins. Il tient compte des résultats des 52 dernières semaines selon un barème précis. Un classement par pays et par équipes sont également calculés.

## Règlement
Les classements sont mis à jour chaque mardi à 2 heures CET et comprennent les résultats enregistrés jusqu'à cet horaire. À noter que le classement ne prend en compte qu'un championnat du monde et continental. Si un de ces championnats est organisé avant ou après les 52 semaines suivant la précédente édition, seule l'édition la plus récente est prise en compte. Dans le cas où un championnat n'est pas organisé durant une saison, alors les points sont valables 52 semaines.

## Évolution
Le Slovène Primož Roglič occupe la tête du classement mondial depuis le 10 novembre 2020. La France est à la première place du classement par pays depuis cette même date. Fin mars, la Slovénie prend la tête, grâce aux performances de Roglič et Tadej Pogačar. Durant le mois d'avril, le classement par nations voit la Slovénie et la Belgique prendre la tête chacune leur tour. Puis, la France repasse en tête le 11 mai. La Belgique récupère définitivement la première place début juin, tandis que Tadej Pogačar prend la tête du classement mondial après son succès sur le Tour de France le 20 juillet. Il la conserve jusqu'à la fin de la saison, à l'exception de deux semaines en septembre, où Wout van Aert occupe la première place.
| # | Coureur       | Début      | Fin        | Semaine(s) |
| - | ------------- | ---------- | ---------- | ---------- |
| 1 | Primož Roglič | 17/11/2020 | 19/07/2021 | 35         |
| 2 | Tadej Pogačar | 20/07/2021 | 13/09/2021 | 8          |
| 3 | Wout van Aert | 14/09/2021 | 27/09/2021 | 2          |
| 4 | Tadej Pogačar | 28/09/2021 | 26/10/2021 | 5          |

| # | Pays     | Début      | Fin        | Semaine(s) |
| - | -------- | ---------- | ---------- | ---------- |
| 1 | France   | 17/11/2020 | 22/03/2021 | 18         |
| 2 | Slovénie | 23/03/2021 | 05/04/2021 | 2          |
| 3 | Belgique | 06/04/2021 | 12/04/2021 | 1          |
| 4 | Slovénie | 13/04/2021 | 19/04/2021 | 1          |
| 5 | Belgique | 20/04/2021 | 10/05/2021 | 3          |
| 6 | France   | 11/05/2021 | 31/05/2021 | 3          |
| 7 | Belgique | 01/06/2021 | 26/10/2021 | 22         |

## Classements 2021
L'UCI considère que les classements pour l'année 2021 commencent au 17 novembre 2020 et se terminent le 26 octobre 2021. Le classement UCI par équipes est le seul qui n'est pas roulant sur 52 semaines : seuls les points acquis depuis le 1er janvier sont comptabilisés.
| Classement UCI (individuel) au 26 octobre 2021 | Classement UCI (individuel) au 26 octobre 2021 | Classement UCI (individuel) au 26 octobre 2021 | Classement UCI (individuel) au 26 octobre 2021 | Classement UCI (individuel) au 26 octobre 2021 | Classement UCI (individuel) au 26 octobre 2021 | Classement UCI (individuel) au 26 octobre 2021 |
| #                                              | Coureur                                        | Pays                                           | Équipe                                         | Points                                         | Précédent                                      | Évolution                                      |
| ---------------------------------------------- | ---------------------------------------------- | ---------------------------------------------- | ---------------------------------------------- | ---------------------------------------------- | ---------------------------------------------- | ---------------------------------------------- |
| 1                                              | Tadej Pogačar                                  | Slovénie                                       | UAE Team Emirates                              | 5363                                           | 1                                              | en stagnation                                  |
| 2                                              | Wout van Aert                                  | Belgique                                       | Jumbo-Visma                                    | 4382                                           | 2                                              | en stagnation                                  |
| 3                                              | Primož Roglič                                  | Slovénie                                       | Jumbo-Visma                                    | 3924                                           | 3                                              | en stagnation                                  |
| 4                                              | Julian Alaphilippe                             | France                                         | Deceuninck-Quick Step                          | 3104.67                                        | 4                                              | en stagnation                                  |
| 5                                              | Egan Bernal                                    | Colombie                                       | Ineos Grenadiers                               | 2576                                           | 5                                              | en stagnation                                  |
| 6                                              | Sonny Colbrelli                                | Italie                                         | Bahrain                                        | 2553                                           | 6                                              | en stagnation                                  |
| 7                                              | Mathieu van der Poel                           | Pays-Bas                                       | Alpecin-Fenix                                  | 2461                                           | 7                                              | en stagnation                                  |
| 8                                              | Adam Yates                                     | Grande-Bretagne                                | Ineos Grenadiers                               | 2251                                           | 8                                              | en stagnation                                  |
| 9                                              | João Almeida                                   | Portugal                                       | Deceuninck-Quick Step                          | 2219                                           | 9                                              | en stagnation                                  |
| 10                                             | Richard Carapaz                                | Équateur                                       | Ineos Grenadiers                               | 2018                                           | 10                                             | en stagnation                                  |

| Classement UCI (par équipes) au 26 octobre 2021 | Classement UCI (par équipes) au 26 octobre 2021 | Classement UCI (par équipes) au 26 octobre 2021 | Classement UCI (par équipes) au 26 octobre 2021 | Classement UCI (par équipes) au 26 octobre 2021 |
| #                                               | Pays                                            | Points                                          | Précédent                                       | Évolution                                       |
| ----------------------------------------------- | ----------------------------------------------- | ----------------------------------------------- | ----------------------------------------------- | ----------------------------------------------- |
| 1                                               | Deceuninck-Quick Step                           | 15641.21                                        | 1                                               | en stagnation                                   |
| 2                                               | Ineos Grenadiers                                | 14998.66                                        | 2                                               | en stagnation                                   |
| 3                                               | Jumbo-Visma                                     | 12914.67                                        | 3                                               | en stagnation                                   |
| 4                                               | UAE Team Emirates                               | 12355.66                                        | 4                                               | en stagnation                                   |
| 5                                               | Bahrain Victorious                              | 10429                                           | 5                                               | en stagnation                                   |
| 6                                               | Alpecin-Fenix                                   | 8251                                            | 6                                               | en stagnation                                   |
| 7                                               | Bora-Hansgrohe                                  | 8222                                            | 7                                               | en stagnation                                   |
| 8                                               | AG2R Citroën                                    | 7151                                            | 8                                               | en stagnation                                   |
| 9                                               | Groupama-FDJ                                    | 6715                                            | 9                                               | en stagnation                                   |
| 10                                              | Israel Start-Up Nation                          | 6704.66                                         | 10                                              | en stagnation                                   |

| Classement UCI (par pays) au 26 octobre 2021 | Classement UCI (par pays) au 26 octobre 2021 | Classement UCI (par pays) au 26 octobre 2021 | Classement UCI (par pays) au 26 octobre 2021 | Classement UCI (par pays) au 26 octobre 2021 |
| #                                            | Pays                                         | Points                                       | Précédent                                    | Évolution                                    |
| -------------------------------------------- | -------------------------------------------- | -------------------------------------------- | -------------------------------------------- | -------------------------------------------- |
| 1                                            | Belgique                                     | 14349.33                                     | 1                                            | en stagnation                                |
| 2                                            | Slovénie                                     | 11993                                        | 2                                            | en stagnation                                |
| 3                                            | France                                       | 11541.67                                     | 3                                            | en stagnation                                |
| 4                                            | Italie                                       | 10851                                        | 4                                            | en stagnation                                |
| 5                                            | Grande-Bretagne                              | 9960.6                                       | 5                                            | en stagnation                                |
| 6                                            | Pays-Bas                                     | 9808.66                                      | 6                                            | en stagnation                                |
| 7                                            | Espagne                                      | 7979                                         | 7                                            | en stagnation                                |
| 8                                            | Danemark                                     | 7911.6                                       | 8                                            | en stagnation                                |
| 9                                            | Australie                                    | 7001.66                                      | 9                                            | en stagnation                                |
| 10                                           | Colombie                                     | 6796                                         | 10                                           | en stagnation                                |